# Calcio Padova
El Calcio Padova és un equip italià de futbol de la ciutat de Pàdua, de la regió del Vèneto, al nord d'Itàlia. Els colors oficials del club són el blanc i el vermell.
Fou fundat el 29 de gener de 1910 com a Associazione Calcio Padova. El darrer any que jugà a la Serie A fou el 1996.
El Padova va competir per últim cop a la Sèrie B del Calcio Italià (2013/14), abans d'entrar en fase de liquidació. Per continuar amb la tradició esportiva de la ciutat es va crear una nova entitat amb el nom de Biancoscudati Padova per a la temporada 2014-15 de la Sèrie D com a club fènix. L'antic titular del títol estava en procés de liquidació després de ser expulsat de la Lega Pro 2014-15. El Pàdua original va ser rebatejat com a Football Padova per tal de permetre que la nova iteració de Pàdua utilitzés novament el nom original del club, Calcio Padova, el 2015.
Alguns jugadors destacats a la història del club han estat Kurt Hamrin, Walter Zenga, Angelo Di Livio, Alessandro Del Piero, Vincenzo Iaquinta, Demetrio Albertini, Goran Vlaović, Alexi Lalas, i Giuseppe Galderisi.

## Història
Els anys daurats del Padova van ser al final dels anys 50, quan l'equip, dirigit per Nereo Rocco, va assolir el tercer lloc el 1958 gràcies a la màgia de Kurt Hamrin. Els davanters Sergio Brighenti i Aurelio Milani serien protagonistes mentre el Padova fos a la Sèrie A, fins al seu descens el 1962. La resta dels anys 60 el club va romandre a la Sèrie B decaient progressivament fins al seu descens a la Sèrie C al final de la dècada i el seu posterior resorgiment als 80.
El resorgiment comportaria tornar a veure al Padova a la Sèrie B al principi dels anys 80, i en una dècada ja serien ferms candidats a l'ascens. Una victòria al playoff davant el Cesena el 1994 esdevingué el retorn del club a la Sèrie A 32 anys més tard. Després d'un inici calamitós a la temporada 1994/95, el Padova semblava complir la majoria de les prediccions dels experts per retornar a la segona divisió italiana. Però a la segona meitat de la temporada van aconseguir endreçar el seu camí i quan van guanyar 0-1 al camp de la Juventus, ja eren a sis punts de la zona de descens. Així i tot, van acabar jugant el playoff de descens contra el Genoa que van guanya als penals.
No van tenir tanta sort a l'any següent, quan el Padova va perdre la categoria amb els posteriors descensos el 1998 i el 1999. Des del 2001, han competit a la Sèrie C1 i a la Lega Pro Prima Divisione. L'equip va tornar a la Sèrie B al final de la temporada 2008/09.
En total, el Calcio Padova va competir 11 temporades a la Prima Divisione/Divisione Nazionale entre 1914/15 and 1928/29 (assolint la tercera posició a la 1922/23) i 16 temporades a la Sèrie A entre 1929/30 i 1995/96 (de nou acabant tercers a la 1957/58); a la Coppa Italia, van ser finalistes el 1967. El Padova va guanyar la Coppa Italia Sèrie C el 1980, i va participar també 34 temporades a la Sèrie B (campió el 1947/48) i 29 a la Sèrie C1/C2/Lega Pro Prima Divisione (campió el 1936/37, 1980/81 and 2000/01). Padova va acabar subcampió a la Anglo-Italian Cup de 1983.
A la temporada 2013/14 de la Sèrie B, el Padova va baixar després d'acabar vintens, i al 15 de juliol de 2014, el club no es va inscriure per la temporada 2014/15 de la Lega Pro (antiga Sèrie C). A l'abril de 2015 el club va entrar en fase de liquidació.
Evolució del nom:
- 1910: Associazione Calcio Padova
- 1930: Associazione Fascista Calcio Padova
- 1940: Associazione Calcio Padova
- 1967: Calcio Padova Spa
- 2014: Società Sportiva Dilettantistica Biancoscudati Padova
- 2015: Biancoscudati Padova
- 2015: Calcio Padova